# Marie-Louise Fischer
Pour les articles homonymes, voir Fischer.
Œuvres principales
Femmes de trente ans
L'Homme de ses rêves
Un cœur pardonne
Le Voile de l'amour
Marie-Louise Fischer (née le 28 octobre 1922 à Düsseldorf et décédée le 2 avril 2005 à Prien am Chiemsee, Bavière), est une écrivaine allemande de romans sentimentaux et policiers, ainsi que de nombreux romans pour la jeunesse. Traduits dans 23 langues, ses livres ont connu un succès international. En France, 85 titres ont été régulièrement réédités jusqu'au début des années 1990.
Marie-Louise Fischer a également publié sous les pseudonymes : A. G. Miller, Dr. Christoph Vollmer, Kirsten Lindstroem et Katja Holm.

## Biographie
Cadette d'une fratrie de trois enfants, fille d'un père commerçant, Marie-Louise Fischer obtient son baccalauréat et fait des études de littérature et de linguistique allemandes, de Sciences du théâtre et de Histoire de l'art dans les villes de Prague, Cologne et Munich. Elle travaille comme dramaturge et lectrice dans le Protectorat de Bohême-Moravie pour le studio cinématographique allemand Prag-Film.
En 1945, à l'âge de vingt-trois ans, elle est envoyée en Tchécoslovaquie où elle doit effectuer des travaux forcés d'agriculture pendant un an et demi. 
Son premier roman est publié en 1953. Jusqu'en 1998, elle écrira plus de cent romans, principalement des romans d'amour, mais aussi des romans policiers. Grands succès de librairie, ils seront traduits en 23 langues. Dans la seule Allemagne, 70 millions d'exemplaires seront vendus ; quelques-uns seront adaptés à la télévision.
Elle a également publié 75 romans pour enfants et adolescents, destinés principalement à un lectorat féminin. 
Elle a connu son apogée dans les années 1970 et 80. Malgré ses nombreux best-sellers, elle n'a pas eu la reconnaissance du monde littéraire, ses écrits étant considérés comme de la lecture de divertissement.
Marié à l'écrivain Hans Gustl Kernmayr, elle a eu deux enfants.

## Titres parus en France
Note : liste exhaustive. La première date est celle de la première édition française.

### Romans sentimentaux
- 1963 : Les Damnés du mensonge (Kinderarzt Dr. Vogel). Traduction et adaptation de Paul-Marie Banzet. Collection Stendhal, éditions de Trévise.
- 1963 : Secrétaire particulière (Die Chefsekretärin). Traduit par E. Ledermann et Charles Billy. Collection Stendhal, éditions de Trévise. Réédité en 1980 sous le titre Secrétaire du patron, Pocket n°1937.
- 1966 : Vous êtes sans pitié, docteur ! (Frauenstation, 1964). Traduit par Odette Gailly. Presses de la Cité.
- 1967 : Claudia Orlini (Versuchung in Rom). Traduit par Odette Gailly. Presses de la Cité.
- 1967 : En notre âme et conscience (Die Geschworene). Traduit par Odette Gailly. Presses de la Cité.
- 1967 : Les Feux de la nuit (Das Herz einer Mutter). Traduit par François Ponthier. Presses de la Cité.
- 1967 : Les Yeux de l'amour (Mit den Augen der Liebe, 1965). Presses de la Cité.
- 1968 : L'Amour est enfant de bohème (Eine Frau in den besten Jahren). Traduit par Odette Gailly. Presses de la Cité.
- 1968 : Amour interdit (Verbotene Liebe). Traduit par Odette Gailly. Presses de la Cité.
- 1968 : L'Amour n'est qu'un slogan (Ich spüre dich in meinem Blut, 1956). Traduit par Odette Gailly. Presses de la Cité.
- 1968 : Les Enragés (Wildes Blut). Traduit par Jeanne-Marie Gaillard-Paquet. Presses de la Cité.
- 1968 : Le Fruit du péché (Frucht der Sünde, 1997). Traduction de François Ponthier. Presses de la Cité.
- 1969 : Docteur Katia Holm, pédiatre (Kinderärztin Doktor Katia Holm). Traduit par Jeanne-Marie Gaillard-Paquet. Presses de la Cité.
- 1969 : Envolée la trentaine (Eine Frau über dreißig). Traduit par Constance Gallet. Presses pocket.
- 1969 : Voici votre heure, docteur ! (Der junge Herr Justus). Traduit par Jeanne-Marie Gaillard-Paquet. Presses de la Cité.
- 1969 : Une femme dans la tourmente (Leiche im Grand Hotel). Traduit par Irène Kalaschnikowa. Presses de la Cité.
- 1969 : Une fille dans le vent (Die unruhigen Mädchen). Traduit par Odette Gailly. Presses de la Cité.
- 1969 : L'Amour de ma vie (Liebe meines Lebens). Traduit par Odette Gailly. Presses de la Cité.
- 1970 : Senta (Das Mädchen Senta, 1969). Traduit par Jeanne-Marie Gaillard-Paquet. Presses de la Cité.
- 1970 : Des sons de cloche (Gehirnstation). Traduit par Odette Gailly. Presses de la Cité.
- 1970 : Ondine, ma petite sorcière (Undine, die Hexe). Traduit par Jeanne-Marie Gaillard-Paquet. Presses de la Cité.
- 1971 : L'Heure de l'amour sonne à l'aube (Küsse nach dem Unterricht). Traduit par Odette Gailly. Presses de la Cité.
- 1971 : Pour le meilleur et pour le pire (Die Ehe der Senta R.). Traduit par Jeanne-Marie Gaillard-Paquet. Presses de la Cité. Réédition en 1974 sous le titre : Pour le meilleur et pour le pire, Senta.
- 1971 : Et c'est ça l'amour ! (Und sowas nennt ihr Liebe). Traduit par Constance Gallet. Presses de la Cité.
- 1971 : Cette femme est-elle coupable ? (Diagnose: Mord). Traduit par Constance Gallet. Presses de la Cité.
- 1971 : Frères ennemis (Für immer. Senta). Traduit par Odette Gailly. Presses de la Cité.
- 1972 : Cherche jeune personne aimant voyager (Die Reisesekretärin). Traduit par Nathalie Kahn. Presses de la Cité.
- 1972 : Jeunesse sauvage (Wilde Jugend). Traduit par Constance Gallet. Presses de la Cité.
- 1972 : Jeunes filles en péril (Gefährdete Mädchen). Traduit par Caroline Caillé. Presses de la Cité.
- 1972 : Comment épouser son patron (Mit den Augen einer Sekretärin). Traduit par Caroline Caillé. Presses de la Cité. Réédition : 1981, Pocket n°2025 puis n°2900.
- 1973 : Ce fut notre amour (Da wir uns lieben). Traduit par Caroline Caillé. Presses de la Cité.
- 1973 : Jeunes Femmes (Die jungen Frauen). Réédition : 1981, Pocket n°1973. Traduit par Jeanne-Marie Gaillard-Paque. Presses de la Cité.
- 1973 : Monika (Kriminalmeisterin Monika Berg). Traduit par Madeleine Othenin-Girard. Presses de la Cité.
- 1973 : Médecin des enfants (Kinderarzt Doktor Vogel). Traduit par Jeanne-Marie Gaillard-Paque. Presses de la Cité.
- 1974 : Le Cœur est seul juge (Motiv Liebe, groß geschrieben). Traduit par Caroline Caillé. Presses de la Cité.
- 1975 : Sauvée du harem (Flucht aus dem Harem). Traduit par Louise H. Wolf. Presses de la Cité.
- 1975 : Michaela (Adoptivkind Michaela). Traduit par Constance Gallet. Presses de la Cité.
- 1975 : Le Sel de la vie (Alles was uns glücklich macht). Traduit par Caroline Caillé. Presses de la Cité.
- 1976 : Erika (Der Geld Tyrann). Traduit par Caroline Caillé et Nathalie Kahn. Presses de la Cité.
- 1976 : Une femme libre (Diese heiß ersehnten Jahre). Traduit par J. Gaillard-Paquet. Presses de la Cité.
- 1977 : Un mariage d'argent (Nie wieder arm sein). Traduit par Nathalie Kahn. Presses de la Cité.
- 1977 : Les Jeux de l'amour (Quiz mit dem Tod). Traduit par Caroline Caillé. Presses de la Cité.
- 1977 : Être ensemble (Bleibt uns die Hoffnung). Traduit par Caroline Caillé. Collection : Presses pocket ; 1470, Presses de la Cité.
- 1977 : Le Tragique destin du docteur Berg (Der Frauenarzt). Collection Romans, Presses de la Cité.
- 1978 : Le Passé ne meurt jamais (Die Schatten der Vergangenheit). Traduit par Jeanne-Marie Gaillard-Paquet. Collection Romans, Presses de la Cité.
- 1978 : Le Voile de l'amour (Gisela und der Frauenarzt). Collection Romans, Presses de la Cité.
- 1979 : La Fugitive (Das Dragonerhaus). Traduit par Caroline Caillé. Collection Romans, Presses de la Cité.
- 1979 : Le Chemin de l'amour (Geliebte Lehrerin). Traduit par Jeanne-Marie Gaillard-Paque. Collection Romans, Presses de la Cité.
- 1979 : L'Amour est au rendez-vous (Süßes Leben, bitteres Leben). Traduit par Jeanne-Marie Gaillard-Paque. Collection Romans, Presses de la Cité.
- 1980 : Femmes de trente ans (Eine Frau von 30). Traduit par Jeanne-Marie Gaillard-Paque. Collection Romans, Presses de la Cité.
- 1980 : L'Homme à l’œillet blanc (Mit einer weißen Nelke). Pocket n°2040.
- 1980 : Un cœur pardonne  (Ein Herz verzeiht). Traduit par Jeanne-Marie Gaillard-Paquet. Collection : Romans. Presses de la Cité.
- 1981 : La Rivale (Die Rivalin). Traduit par Nina Nidermiller. Collection : Romans. Presses de la Cité.
- 1981 : Les Lendemains de l'amour (Ehebruch). Traduit par Corinne Duquesnelle. Collection : Romans. Presses de la Cité.
- 1982 : Un amour étouffant (Zu viel Liebe). Traduit par Nina Nidermiller. Collection : Romans. Presses de la Cité.
- 1983 : Claudia (Wichtiger als Liebe). Traduit par Jacques Roque. Collection : Romans. Presses de la Cité.
- 1984 : L'Homme de ses rêves (Der Mann ihrer Träume). Traduit par Jacques Roque. Collection : Romans. Presses de la Cité.
- 1984 : Le Droit au bonheur (Das eigene Glück). Traduit par Nathalie Kahn. Collection : Romans. Presses de la Cité.  (ISBN 2-258-01427-1)
- 1984 : Rêves de femmes. Collection : Romans. Presses de la Cité.  (ISBN 2-258-01486-7)
- 1986 : Rendez-vous avec l'amour. Presses de la Cité.  (ISBN 2-258-01725-4)
- 1986 : Au nom du bonheur (Als wäre nichts geschehen). Traduit par Jacques Roque. Presses de la Cité.  (ISBN 2-258-01935-4)
- 1988 : Revers de fortune (Plötzlicher Reichtum). Traduit par Jacques Roque. Presses de la Cité.  (ISBN 2-258-02143-X)

### Romans pour la jeunesse
- 1963 : Nicole avec nous ! (Die Klasse ist für Petra). Illustrations de Graziella Sarno. Traduit par Olivier Séchan. Éditions Hachette, collection Idéal-Bibliothèque.
- 1965 : Tessa la Fanfaronne (Im Schwindeln eine eins). Illustrations de François Batet. Traduit par Olivier Séchan. Hachette, coll. Idéal-Bibliothèque no 276.
- 1966 : Danielle mène la danse (Daniela und der Klassenschreck). Illustré par François Batet. Traduit par Olivier Séchan. Hachette, coll. Bibliothèque verte no 311.
- 1967 : Ursula et ses amies (Ulrike kommt ins Internat, 1963). Illustrations de Albert Chazelle. Hachette, coll. Bibliothèque verte no n°333.
- 1969 : Ursula la rebelle (Ulrike, das schwarze Schaf im Internat, 1964). Illustrations de Albert Chazelle. Hachette, coll. Bibliothèque verte.
- 1970 : Bonne chance, Ursula ! (Schön war's im Internat, Ulrike). Illustrations de Albert Chazelle. Hachette, coll. Bibliothèque verte no 425.
- 1970 : Quel voyage ! (Zweimal Himmel und zurück). Éditions Filipacchi, Collection Mlle Âge Tendre.
- 1971 : L’Impossible Isabelle (Ist das wirklich Isabell?). Illustré par Patrice Harispe. Hachette, collection Nouvelle Bibliothèque rose.
- 1971 : Laura l'Indienne blanche (Delia, die weiße Indianerin). Illustré par Josette Mimran. Traduit par Michèle Kahn. Hachette, coll. Nouvelle Bibliothèque rose n°391.
- 1972 : Laura et le fils du grand chef (Delia und der Sohn des Häuptlings). Illustré par Josette Mimran. Hachette, coll. Bibliothèque rose.
- 1972 : Catherine à la rescousse (Nur Mut, liebe Ruth!). Illustrations de Jean-Gérald Bertrand. Éditions G. P. , Collection Spirale.
- 1973 : Laura chez les cow-boys (Delia im wilden Westen). Illustré par Josette Mimran. Hachette, coll. Bibliothèque rose.
- 1974 : Christine la sauvageonne (Michaela kommt ins Großstadtinternat). Illustré par Annie-Claude Martin. Hachette, coll. Bibliothèque rose.
- 1973 : Les Caprices de Brigitte (Susebill tut, was sie will). Illustré par Annie-Claude Martin. Hachette, coll. Bibliothèque rose.
- 1975 : Christine joue la comédie (Michaela rettet das Klassenfest). Illustré par Annie-Claude Martin. Hachette, coll. Bibliothèque rose.
- 1976 : Christine gagne la partie (Michaela löst eine Verschwörung). Illustré par Annie-Claude Martin. Hachette, coll. Bibliothèque rose.
- 1977 : Nicole et son club (Die Klasse ist für Petra). Illustré par Patrice Harispe. Hachette, coll. Bibliothèque rose.
- 1978 : Claudia fait du charme (Klaudia die Flirtkanone). Illustré par Denise Chabot. Hachette, coll. Bibliothèque verte.
- 1979 : Claudia et le chanteur pop (Klaudias großer Schwarm). Illustré par Denise Chabot. Hachette, coll. Bibliothèque verte.
- 1979 : Au secours, cher fantôme ! (Guten Tag, ich bin das Hausgespenst - Hilf mir, liebes Hausgespenst). Illustré par Jean-Louis Henriot. Hachette, coll. Bibliothèque rose.
- 1980 : Merci cher fantôme ! (Danke, liebes Hausgespenst!). Illustré par Jean-Louis Henriot. Hachette, coll. Bibliothèque rose.
- 1980 : Léonore se rebiffe (Leonore setzt sich durch). Illustrations de Denise Chabot. Traduit par Lisa Rosenbaum. Hachette, coll. Bibliothèque verte.
- 1980 : Le Mystère du chemin des Églantiers (Katrin mit der großen Klappe). Illustrations de Claudine Legastelois, Collection : Bibliothèque Rouge et or. Série Dauphine ; 284, Éditions G. P..